# Mikołaj Szyszkowski (zm. 1650/1651)
Mikołaj Szyszkowski  herbu Ostoja (zm. w 1650/1651 roku) – podkomorzy wieluński w latach 1630–1650, sędzia ziemski wieluński w latach 1613–1630, sekretarz królewski.
Poseł na sejm nadzwyczajny 1626 roku z ziemi wieluńskiej. Był członkiem konfederacji generalnej zawiązanej 16 lipca 1632 roku. Poseł ziemi wieluńskiej na sejm konwokacyjny 1632 roku. Pochoany w kościele jezuitów w Kaliszu.